# 塞內達 (加利福尼亞州)
塞內達（英語：Ceneda）是位於美國加利福尼亞州克恩縣的一個非建制地區。該地的面積和人口皆未知。

## 地理
塞內達的座標為35°21′16″N 117°53′50″W / 35.35444°N 117.89722°W，而該地的平均海拔高度為503米（即1946英尺）。